# اگر پیدا شود…
اگر پیدا شود… (انگلیسی: If Found...) یک رمان تصویری است که توسط دریمفیل توسعه‌یافته و توسط آناپورنا اینتراکتیو در مه ۲۰۲۰ برای سکوهای مایکروسافت ویندوز، مک‌اواس و آی‌اواس و در اکتبر ۲۰۲۰ برای نینتندو سوئیچ منتشر شد. بازی با داشتن دو داستان درهم پیچیده، بازیکن را مجبور می‌کند با پاک کردن تصاویر مجله یا نوشته‌ها بازی را جلو ببرد. یکی از داستان‌ها دربارهٔ یک گردشگر فضایی به نام کاسیوپیا است که تلاش می‌کند از ویران شدن زمین توسط یک سیاه‌چاله جلوگیری کند و دیگری دربارهٔ یک زن تراجنسیتی است که در دسامبر ۱۹۹۳ در یک روستا در ایرلند زندگی می‌کند. دو داستان فصل‌های متناوب را به هم می‌بندند و به صورت استعاری به هم متصل می‌شوند.